# Lista do Patrimônio Mundial na Hungria
A Organização das Nações Unidas para a Educação, a Ciência e a Cultura (UNESCO) propôs um plano de proteção aos bens culturais do mundo, através do Comité sobre a Proteção do Património Mundial Cultural e Natural, aprovado em 1972. Esta é uma lista do Patrimônio Mundial existente na Hungria, especificamente classificada pela UNESCO e elaborada de acordo com dez principais critérios cujos pontos são julgados por especialistas na área. A Hungria, região marcada pela ascensão cultural e política durante a Antiguidade e até a Idade moderna, ratificou a convenção em 15 de julho de 1985, tornando seus locais históricos elegíveis para inclusão na lista.
Os primeiros sítios da Hungria foram inscritos no Patrimônio Mundial por ocasião da 11ª Sessão do Comitê do Patrimônio Mundial, realizada em Paris, em 1987. Na ocasião, dois sítios foram inscritos: Budapeste, com as Margens do Danúbio e o Bairro do Castelo de Buda e Hollókő. Os nomes destes e de outros sítios húngaros foram alterados para sua nomenclatura atual na 27ª Sessão do Comitê do Patrimônio Mundial, realizada em 2003. Atualmente, a Hungria possui 8 sítios listados como Patrimônio Mundial, sendo dois deles compartilhados com outras nações: Paisagem Cultural de Fertö/Neusiedlersee (com a Áustria) e Grutas Cársicas de Aggtelek e da Eslováquia (com a Eslováquia).

## Bens naturais e culturais
A Hungria conta atualmente com os seguintes sítios declarados como Patrimônio Mundial pela UNESCO:
| | Budapeste, com as Margens do Danúbio, o Bairro do Castelo de Buda e a Avenida Andrássy |
| Bem cultural inscrito em 1987; estendido em 2002. |                                                                                        |
| Localização: Peste |                                                                                        |
| Este sítio conserva vestígios de monumentos que exerceram uma grande influência na arquitetura de diversas eras, por exemplo, os da cidade romana de Aquincul e o Castelo de Buda. A paisagem urbana de Budapeste é uma das mais belas do mundo e sumamente ilustrativa dos períodos de esplender da história da capital húngara. (UNESCO/BPI) |                                                                                        |

| | Antiga Vila de Hollókő e seu Ambiente |
| Bem cultural inscrito em 1987. |                                       |
| Localização: Nógrád |                                       |
| A aldeia de Hollókö, que se desenvolveu sobretudo nos séculos XVII e XVIII, é um extraordinário exemplo de ambiente natural tradicional, deliberadamente conservado, e constitui um testemunho vivo do modo de vida rural anterior à revolução agrícola do século XX. (UNESCO/BPI) |                                       |

| | Grutas Cársicas de Aggtelek e da Eslováquia |
| Bem cultural inscrito em 1995; estendido em 2000; modificado em 2008. |                                             |
| Localização: Borsod-Abaúj-Zemplén |                                             |
| As 712 cavernas descobertas até hoje apresentam uma grande variedade de formas e concentram em uma área reduzida, formando um sistema cárstico característico da zona temperada. A extraordinária conjunção de efeitos climáticos tropicais e glaciais que criou nestas formações possibilita o estudo de um período de várias dezenas de milhões de anos da evolução geológica do planeta. (UNESCO/BPI) |                                             |

| | Abadia Beneditina Milenar de Pannonhalma e seu Ambiente Natural |
| Bem cultural inscrito em 1996. |                                                                 |
| Localização: Győr-Moson-Sopron |                                                                 |
| No ano de 996, se estabeleceram neste sítio os primeiros monges beneditinos, que evangelizaram os húngaros, fundaram a primeira escola do país e escreveram o primeiro texto em língua magiar. Desde sua fundação, a comunidade monástico se dedicou sem descanso a difusão da cultura na Europa Central. A história milenar do monastério se pode ler na sucessão de estilos arquitetônicos de seus edifícios, que hoje em dia seguem abrigando a comunidade religiosa, assim como uma escola. O edifício mais antigo dos existentes data de 1224. (UNESCO/BPI) |                                                                 |

| | Parque Nacional de Hortobágy - a Puszta |
| Bem cultural inscrito em 1999. |                                         |
| Localização: Borsod-Abaúj-Zemplén / Heves / Hajdú-Bihar / Jász-Nagykun-Szolnok |                                         |
| A paisagem cultural da puszta de Hortobágy é uma vasta extensão de planaltos e pântanos situada no leste da Hungria. Durante mais de dois mil anos, uma sociedade pastoril perpetuou nestas pradarias o uso tradicional da terra para o pasto de animais. (UNESCO/BPI) |                                         |

| | Necrópole Paleocristã de Pécs |
| Bem cultural inscrito em 2000. |                               |
| Localização: Baranya |                               |
| No século IV foi construído um excepcional conjunto de tumbas ornamentadas no cemitério da cidade provincial romana de Sopianae (a atual Pécs). Aquelas tumbas possuem um grande valor estrutural e arquitetônico, porque foram escavadas abaixo da terra como câmaras funerárias e acima delas se construíram capelas funerárias. Também possuem um valor artístico importante porque estão ricamente ornamentadas com excelentes pinturas murais de temática cristã. (UNESCO/BPI) |                               |

| | Paisagem Cultural de Fertö/Neusiedlersee |
| Bem cultural inscrito em 2001. |                                          |
| Localização: Győr-Moson-Sopron |                                          |
| Este bem é compartilhado com Áustria. |                                          |
| Unindo distintas culturas durante oito milênios como demonstra sua variedade, a paisagem da região do lago Fertö-Neusiedlersee é produto de um processo evolutivo e simbiótico de interação do ser humano e seu entorno físico. A excepcional arquitetura rural das aldeias que margeiam as águas do lago e a majestosidade de vários palácio dos séculos XVIII e XIX, aumentam o interesse cultural deste sítio. (UNESCO/BPI) |                                          |

| | Paisagem Cultural Histórica da Região Vinícola de Tokaj |
| Bem cultural inscrito em 2002. |                                                         |
| Localização: Borsod-Abaúj-Zemplén |                                                         |
| A paisagem cultural de Tokaj é um vivo testemunho da ampla tradição vinícola desta região de colinas, rios e vales. É marcada por um complexo conjunto de vinhedos, casas de lavoura, povoados e aldeias que possuem uma rede ancestral de adegas, e é um vivo exemplo das distintas faces da produção do famoso vinho de Tokaj, cuja qualidade é objeto de um controle restrito há três séculos. (UNESCO/BPI) |                                                         |

## Lista Indicativa
Em adição aos sítios inscritos na Lista do Patrimônio Mundial, os Estados-membros podem manter uma lista de sítios que pretendam nomear para a Lista de Patrimônio Mundial, sendo somente aceitas as candidaturas de locais que já constarem desta lista. Desde 2017, a Hungria possui 11 locais na sua Lista Indicativa.
| Sítio                                                                               | Imagem | Localização            | Ano  | Dados UNESCO               | Descrição |
| ----------------------------------------------------------------------------------- | ------ | ---------------------- | ---- | -------------------------- | --- |
| Castelo-fortaleza medieval de Esztergom                                             |        | Komárom-Esztergom      | 1993 | Cultural:                  | Abaixo da Basílica de Esztergom, nos limites da colina, estão as antigas muralhas e baluartes do Castelo de Esztergom. As ruínas de uma parte do antigo palácio real que havia sido construído durante o domínio otomano ficaram soterrados até a década de 1930. |
| Cavernas do sistema cárstico termal de Buda                                         |        | Peste                  | 1993 | Natural: (viii)            | O sistema cárstico térmico da região de Rózsadomb está localizado em uma área urbanizada, sob a capital Budapeste e sua colina de Buda. O local proposto inclui um sistema de seis cavernas: Pal-volgy, Szemlo-hegy, Ferenc-hegy, Matyas-hegy, Jozsef-hegy e Molnar Janos. |
| Estábulo de Mezőhegyes                                                              |        | Békés                  | 2000 | Cultural: (iii)(iv)        | A coudelaria foi fundada pelo Imperador José II em 1784. É uma quinta em grande escala que se concentra em três raças de cavalos: Nonius, Gidran e Furioso-North Star. A maior parte das características arquitetônicas da fazenda data do final do século XVIII. |
| Fósseis de Ipolytarnóc                                                              |        | Nógrád                 | 2000 | Natural: (vii)(viii)       | O sítio fóssil foi estudado cientificamente pela primeira vez em 1836. Ele abriga os vestígios de um mar raso do final do Oligoceno e início do Mioceno. Os sedimentos foram cobertos por rochas vulcânicas há 19 milhões de anos, o que ajudou a preservá-los. Presas de tubarão, impressões de folhas e árvores petrificadas estão entre os fósseis mais importantes do local.              |
| Sistema de fortificações na confluência dos rios Danúbio e Váh em Komárno – Komárom |        | Komárom-Esztergom      | 2007 | Cultural: (i)(ii)(iv)(v)   | As cidades de Komárno (na Eslováquia)) e Komárom (na Hungria) estão localizadas na confluência dos rios Danúbio e Váh. Devido à localização estratégica, um sistema de fortificação foi desenvolvido em torno da área ao longo dos séculos. A porção húngara do local compreende três fortes do final do século XIX: Forte Monostor, Forte Csillag e Forte Igmandi.                           |
| A arquitetura pré-moderna independente de Ödön Lechner                              |        | Peste Bács-Kiskun      | 2008 | Cultural: (i)(ii)(iii)(iv) | Esta candidatura compreende cinco edifícios projetados pelo arquiteto húngaro Ödön Lechner, que desenvolveu uma expressão artística única combinando estilos húngaros e ornamentação oriental. Suas obras datam desde o final do século XIX até início do século XX. |
| Sítios Reais em Esztergom e Visegrado com o antigo Bosque Real nos Montes Pilis     |        | Peste                  | 2017 | Cultural: (ii)(iii)(iv)(v) | O Castelo Real em Esztergom (sede do reino até 1249) e o Palácio de Visegrád (sede do reino de 1323 a 1410) foram construídos sob influência da arte italiana e francesa, do gótico tardio ao renascimento. O Bosque Real foi a área de caça da realeza e abriga ruínas de mansões e mosteiros.                                                                                               |
| Campanários de madeira na região do Alto Tisza                                      |        | Szabolcs-Szatmár-Bereg | 2017 | Cultural: (ii)(iii)(iv)    | Esta indicação serial compreende sete campanários de madeira construídos nos séculos XVII e XVIII. A madeira foi usada como material de construção desde o domínio otomano e devido à busca por novos locais de cultos pelos cristãos durante a Contrarreforma. As demais igrejas de madeira foram, posteriormente, reconstruídas em pedra ou transferidas para um museu ao ar livre da vila. |
| Paisagem cultural das Terras Altas de Balaton                                       |        | Veszprém Zala          | 2017 | Misto: (iv)(v)(vii)        | Esta candidatura abrange locais naturais e culturais ao redor do Lago Balaton: as cidades de Tihany, Tapolca, a Bacia de Káli, o Lago Hévíz, Palácio Festetics e o centro histórico de Balatonfüred. |